# 奧伊米亞康高原
奧伊米亞康高原是俄羅斯的高原，位於雅庫茨克東北約600至700公里的西伯利亞東北部，屬於亞納-奧伊米亞康高地的一部分，最高點海拔高度1,891米。